# 피터 비드마
피터 비드마(Peter Vidmar, 1961년 6월 3일 ~ )는 전 미국의 체조 선수이며, 올림픽 메달리스트이다.
로스앤젤레스에서 태어났고 캘리포니아 대학교 로스앤젤레스를 졸업하였다.
1984년 로스앤젤레스 올림픽에서 단체전과 안마 종목에서 금메달을 물론, 개인 종합전에서 은메달을 획득하였다.
미국 올림픽 명예의 전당에 헌액된 비드마는 거기에 헌액된 단 3명의 선수들 중의 하나였는 데 첫째는 개인적으로, 두번째는 역사적 1984년 미국 남자 체조 팀의 일원으로서였다. 그는 올림픽 역사상 가장 높은 점수를 매긴 미국 선수이기도 하였다.
비드마는 로스앤젤레스에 있는 브렌트우드 학교에서 매년 피터 비드마 남자 체조 초청 대회를 진행하고 있다. CBS와 ESPN의 체조 종합 사회자를 맡아오고, 현재 미국 올림픽 위원회 여름 스포츠 정상급의 합동 의장을 물론 자극적 연설자이기도 하다.
1998년 국제 체조 명예의 전당에 헌액되었고, 2008년 12월 미국 체조 이사회의 의장으로 임명되었다.